# Botanophila convexifrons
Botanophila convexifrons este o specie de muște din genul Botanophila, familia Anthomyiidae, descrisă de Fan, Chen și Chen în anul 1993.
Este endemică în Henan. Conform Catalogue of Life specia Botanophila convexifrons nu are subspecii cunoscute.